# Patrice Hellberg
Mia Patrice Hellberg, född 16 december 1922 i Eskilstuna, död 2 februari 1996 i Stockholm, var en svensk textförfattare som även var verksam som mannekäng och inom modedesign. Hon har bland annat skrivit låtar till Zarah Leander, Anita Lindblom och Lill Lindfors.
Patrice Hellberg skrev 1967 texten till melodifestivalbidraget Som en dröm som framfördes av Östen Warnerbidrag. Bidraget vann den svenska uttagningen det året och representerade Sverige i Eurovision song contest.

## Diskografi (i urval)
- "En sån karl"
- "Milord"
- "Farväl"
- "Matroser, ohoj"
- "Minnenas fönster"